# アリオン (漫画)
『アリオン』は、安彦良和の漫画。また、その主人公の名前である。プロメテウスをめぐる神話を下敷きにしている。安彦自らの監督により劇場アニメ化され、1986年3月15日に公開された。

## 概要
アニメーター安彦良和にとって、初の本格的な漫画作品である。連載は徳間書店の漫画雑誌『リュウ』。単行本は徳間書店アニメージュコミックス（全5巻）、のち新装版（全3巻）、中公文庫コミック版（全4巻）で刊行されている。
連載開始当時、作者は『機動戦士ガンダム』劇場版にアニメーターとして携わっており、多忙を極めていた。そのため、完結まで長期にわたる連載となった。作品舞台はギリシア神話の世界であり、登場する神々や英雄たちの多くが登場するが、あえて独自の設定を行ったものが多く、同名の人物でも神話とは多くの違いがある。

## あらすじ
超人と言って良い力を持ち、幾多の地を支配するティタン神族は、かつてウラノスを王として戴いていた。しかしウラノスはその子クロノスによって殺され、クロノスはまたその息子であるゼウスによって殺害されてその地位を奪われる。ゼウスはクロノスを殺したことで地上の王位を手に入れはしたものの、一族の勇者であるプロメテウスによって成された「祖父や父と同様、あなたも自らの子供の手によって殺されるだろう」との予言に怯え、病的なまでに猜疑心に満ちた生活を送っていた。
そんな頃、とある辺境の地にデメテルという女性が住んでいた。彼女は、かつてゼウスの兄であり海上の王でもあるポセイドンとの間に儲けた子供、アリオンと2人で穏やかな生活をしていた。ある日、ゼウスとポセイドンの兄であるハデスが彼女の下を訪ねてきた。それはアリオンを攫って刺客と成し、自らを陰鬱な冥府の王へと追いやった弟たちに復讐するためだった。
アリオンは、彼の手によって母の下から暗い冥界へと拉致され、暗殺者として鍛えられながら成長した。しかし最初の命令のゼウス殺しに失敗し追われる身となってしまう。逃走中にひょんなことから父親であるポセイドンの軍に加わり、次第にその運動能力によって頭角を現し始めたアリオンは、ポセイドンと敵対していたゼウスの子であるアテナ、アレス、アポロンらの手によって、あるいはハデスの呪いによって次第に追い詰められ、より過酷な運命の中へと誘われていく。
しかし、獅子の面をかぶった正体不明の男（黒の獅子王）やヘラクレス、リュカオーン王などに助けられ、また偶然出会った少女レスフィーナへの思いを糧に、次第に力強く成長していく。そしてその危難に満ちた旅の果てに、自らの出生の秘密を知る。

## 登場人物
アニメ映画に登場したキャラクターは、キャストも併せて記載している。
アリオン
声 - 中原茂、小宮和枝（幼少期）
本作の主人公。デメテルとポセイドンの子として育てられた少年。ティターン族の覇権争いに翻弄されながらも、自らの運命を切り開いていく。頭にはめているバンダナ状の金輪がトレードマーク。後に父親がポセイドンではなく、プロメテウスであることが明らかとなる。
原作、映画共に超人的能力を発揮しているが、とにかく敗北して誰かに助けられる場面が多い。また、アロアダイが成人したら何者もかなわないという逸話に沿ってか、とにかく子供扱いされる場面が多かった。
出生はポセイドンの双子の息子のアロアダイがモデルで、名前はデメテルとポセイドンとの間に生まれた駿馬アリオン。
レスフィーナ
声 - 高橋美紀
ゼウスの手によって言葉を封じられた少女。アテナの侍女として働いていたことから、捕らえられたアリオンと出会い、強く惹かれ合う。実はポセイドンとデメテルの子で、アリオンもまたポセイドンとデメテルの子として育てられていたことから、2人は双子の兄妹と思い込み悩むこととなる。出生はデスポイナがモデル。また、ポセイドンとメデューサの子とされるペガサスとも関連がある。
デメテル
声 - 武藤礼子
かつては豊穣の女神と呼ばれた美しい女性で、アリオンの母でありゼウス、ポセイドンらの妹。辺境の地で慎ましく暮していたところ、ハデスによって幼いアリオンを攫われる。かつてゼウスによって視力を奪われている。原作では出産に苦しんだ末、視力を失ったことになっている。
セネカ
声 - 田中真弓
人間の子供。両親がおらず、盗みで生き延びてきた。アリオンと行動を共にする。名前のみローマ帝国時代の哲人セネカを元にしている。漫画では男性器が見えるギャグシーンも描かれているが、映画版では実は女の子である事が明かされており、アリオンへの恋心やレスフィーナへの嫉妬を見せる場面もあった。
ギド
声 - 西尾徳
冥府に住む三眼の巨人、魔人族（ヘカトンケイル）最後の生き残り。出会った当初はアリオンを殺そうとするが、逆に倒され服従する。冥府を発ったアリオンに同行する。
ゼウス
声 - 大久保正信
ティターンの王。猜疑心が強く非常に臆病なために、年齢の割に非常に老け込んでいる。父クロノスを殺し王位を奪った過去から、いずれ自らも同じ運命をたどることを恐れており、オリンポスに仇なす存在と予言に出たアリオンを病的なほどに恐れている。
原作では青年期は精神的にプロメテウスに依存している姿が、さらにガイアに運命を弄ばれた末、精神を病み外道の道に堕ちるまでの過程が描かれている。プロメテウスには「死を恐れるあまり、生きることをしなかった」と評されていた。
ハデス
声 - 大塚周夫
冥府の王。弟ゼウスの奸計により冥府へと追いやられていたため、アリオンを利用してゼウス、さらにポセイドン暗殺を企てる。しかしゼウスの軍とポセイドンの軍がぶつかった際にケルベロス1匹を連れて戦の様子を見に訪れたことが災いし、戦場で心を迷わせ激していたアリオンに偶然遭遇してしまう。ハデスのかけた言葉はアリオンの激情に対し火に油を注いでしまうようなものであり、「自分をとりまく絶望的な呪縛」と見なして憎しみを向けられ、ケルベロスの護衛も役に立たず、殺害される。
ポセイドン
声 - 小林清志
アリオンの父。ゼウスの兄で海界の覇者。傲慢で豪放な人物。再会したアリオンを自らの軍に迎え入れてオリンポス軍と対決するが、ハデスの亡霊に操られたアリオンによって殺される。
アポロン
声 - 鈴置洋孝
ゼウスの長男で予言に言われた運命の子である。放蕩を装っているが強力な超常の力でオリンポスの明日の覇権を、それも「唯一絶対の神」としての地位を狙っており、そのためにレスフィーナの封印された力を欲している。アリオンの真の宿敵。原作とアニメでは性格や言動に違いがあり印象が異なる。
原作では兄弟の設定が前半と終盤で異なっており、当初は末っ子だったのがプロメテウスの回想シーン以降は長男になっている。おそらくはもっともティターンの血の濃い男子、途中で暗殺されて退場したガイアとゼウスの近親交配の息子ということにするためと思われる。
アテナ
声 - 勝生真沙子
ゼウスの長女。女性ながらオリンポス軍の将を務める。兄アポロンの放蕩を揶揄しながらも惹かれている。
原作、映画とほぼ同一のキャラクターだが、原作では幼少期、ヨシュアに非常に懐いていた普通の少女らしい姿が描かれている。
アレース
声 - 島田敏
アテナとアポロンの弟で、アテナの副官。
原作では頭の回転の鈍い大男として描写されている。ハデスの居城を攻め落とすが、罠を発動されて自軍のほとんどを失ってしまったりするなど、実力は今一つ。
映画では痩せて酷薄そうな外見と性格に変更されており、前述の冥府攻略のシーンはカットされている。アテナを暗殺するために帷幕に訪れたアリオンの気配を見破り、彼と交戦するも敵せず斬り捨てられた。
ガイア
声 - 来宮良子
ティターンの地母神。子クロノスに夫ウラノスを、さらに孫ゼウスにクロノスを殺させた張本人。デメテルの作る秘薬で若さを保っていた。
原作と映画では大きく設定が異なっている。原作では太った醜女で、後に（おそらくゼウスに）毒殺されている。映画では巨大な姿をしており、アポロン、アテナ、アレースらの母親という設定になっている。プロメテウスを殺害するが、その亡骸から出た霧に触れて力を取り戻したレスフィーナに敗れ、老いさらばえた正体をさらして死亡する。
黒の獅子王（プロメテウス）
声 - 田中秀幸
獅子の仮面に身を隠し、アリオンの危機をたびたび救う謎の人物。その正体は、かつてヘロット（原住民）と共にゼウスに反旗を翻して処刑されたはずの勇者プロメテウスであり、アリオンの実の父。アリオンにティターンの因業の歴史を語る。
リュカオーン
声 - 永井一郎
ティターンに迫害されつつも服従していない部族（アルカディア）の王。人目を避け隠遁生活を送っていた。アリオンに真の敵がアポロンであることを教え、進むべき道を指し示す。
ヘラクレス
声 - 郷里大輔
力自慢の青年。元山賊でリュカオーンの護衛役だったが、再びオリンポスに向かうアリオンに同行する。
原作では一度はアリオンを倒すほどの強さを見せる。
エートス
声 - 宮内幸平
ヘロットの老人。妻（声 - 京田尚子）がいる。かつてプロメテウスの下でオリンポスに反旗を翻した一人であり、同志達と共にアリオンを補佐する。アニメ版ではプロメテウスの妻パンドーラの父親（つまりアリオンの実の祖父）に変更され、オリンポスとの戦いの途中で戦死する（原作では生き残る）ことになる。
エリヌース
ゼウスに従う復讐の神々。元々はティターンに征服されたへロットの王族だったが、今はゼウスに服従している。ポセイドンを殺したアリオンを「父殺しの罪」でつけ狙う。原作では7人いたが、映画では3人に減っている。
ヘパイストス
ティターンの一族だが醜い外見を忌諱され、鍛冶場に籠もって一族のために多くの武具を作っている。同じ虐げられている者として、ハデスとは馬が合うらしい。映画では登場しない。
アフロディーテ
アテナがポセイドンを倒して凱旋の祝賀に登場する。アテナと互いに名前で呼び合う関係だった模様。映画では登場しない（似た外見のモブキャラクターは登場する）。
ヘラ
アテナがポセイドンを倒して凱旋の祝賀に登場するほか、いくつか出番はある。アテナからは「ヘラ様」と敬称付けで呼ばれているため、おそらくは神話同様にゼウスの妻でアレースの母だと思われる。映画では登場しない（似た外見のモブキャラクターは登場する）。
パンドーラ
元はウラノスに仕えた騎士デミテウスの娘（映画ではエートスの娘に変更）。プロメテウスの妻となるが、プロメテウスの心がデメテルにあるのを知っており、そのことを思い悩んでいた。
ヨシア
パンドーラの弟。プロメテウスを結婚以前から兄のように慕っており、またアテナの幼なじみだった。パンドーラと共に殺害される。映画では登場しない。

## アニメ映画
日本サンライズ制作、1986年3月15日公開。現時点で、安彦自身が自ら作画を手掛けた最後のアニメ作品。予告編はショートバージョンとロングバージョンがあり、ショートバージョンのナレーションは銀河万丈が担当。キャッチコピーはショートバージョンが「君のなかにもアリオンがいる!」、ロングバージョンが「燃えろ!!君の中のアリオン」となっている。映画でのキャラクターデザインにあたり、監督の安彦は衣装デザインやガイアのキャラクター原案を、ギリシア神話を作品モチーフに使うことが多く造詣が深い少女漫画家山岸凉子に依頼している。そのため、一部のキャラクターのイメージが原作と異なる。
主人公の武器が斧から剣に代わったり、半身の狼に襲われる点などに『太陽の王子ホルスの大冒険』からの影響がみられる。
この映画で構成を担当したSF作家の川又千秋により、ノベライズ作品『アリオン異伝』（徳間書店および同文庫）が刊行されているが、内容は原作とも映画とも大幅に異なる。

### スタッフ
- 原作・監督・キャラクターデザイン・作画監督 - 安彦良和
- 演出 - 浜津守
- 脚本 - 田中晶子、安彦良和
- 音楽 - 久石譲
- 企画 - 徳間書店、日本サンライズ
- 構成 - 川又千秋
- 美術監督 - 金子英俊
- 音響監督 - 千葉耕市
- 撮影監督 - 斉藤秋男
- 原画 - 塩山紀生、神村幸子、渡辺浩、金山明博、千明孝一、うつのみやさとる ほか
- 作画監督補佐 - 高橋久美子、大橋誉志光

### 主題歌
- 後藤恭子「ペガサスの少女」
作詞：松本隆、作曲：林哲司、編曲：萩田光雄

## ゲーム
- 1986年にアスキーからFM-7、PC-8801、X1専用ソフトが発売。原作のストーリーに沿って、コマンドを選択して進んでいくアドベンチャーゲーム。
- 1986年にツクダホビーからウォー・シミュレーションゲームが発売。